# Bourgogne-Pro Dialog
Bourgogne-Pro Dialog (UCI Team Code: BCF) — бывшая французская профессиональная женская шоссейная велокоманда, выступавшая в элитных шоссейных велогонках. Выступала как любительская команда с 2008 по 2010 годы, а затем стала профессиональной (UCI Women’s Team).

## История команды
Команда Bourgogne Cyclisme Féminin была создана в 2008 году Сильви Гайон. Меган Гарнье присоединилась к команде в 2009 году.
В конце 2010 года команда Bourgogne Cyclisme подала заявку на получение статуса DN Nationale. Федерация спорта ASPTT Dijon предоставила велосипеды и транспорт для женской команды. Команду поддерживали Фонд Bosch, Crédit Mutuel и Региональный совет Бургундии. В то время команда не стремилась получить статус команды UCI, её цели были национальными.
В 2012 году команда стала более интернациональной. В команду были приняты бельгийка Александра Тондер, британка Клэр Томас и новозеландки Эмма Крам и Женевьева Уитсон. К команде также присоединилась Магдалена де Сен-Жан.
В 2013 году команда сменила название на Bourgogne-Pro Dialog и отделилась от ASPTT Dijon. Бюджет команды составлял не менее 120 000 евро в соответствии с правилами UCI. Только Ориан Ниай продолжила выступать в команде, большинство других гонщиков ушли из велоспорта. Ирис Саше, чемпионка Франции среди юниоров 2012 года, присоединилась к команде в 2013 году. Мелани Петте, чемпионка Франции UFOLEP (Французский союз по физическому воспитанию) в индивидуальной гонке, также присоединилась к команде.
В октябре 2013 года Сильви Гайон объявила, что команда прекращает свою деятельность по окончании сезона 2013.

## Рейтинг UCI
В таблице представлены позиции команды в рейтинге Международного союза велосипедистов по итогам сезона, а также лучший велогонщик в индивидуальном рейтинге по итогам каждого сезона.
| Год  | Рейтинг команды | Лучшая спортсменка в индивидуальном зачете |
| 2011 | 28              | Джоан Дюваль (356)                         |
| 2012 | 33              | Алексия Моффат (280)                       |
| 2013 | 28              | Элиза Дельзенн (88)                        |

Команда не участвовала в Кубке мира на регулярной основе.